# Sarangarh
Sarangarh ist eine Kleinstadt im zentralindischen Bundesstaat Chhattisgarh mit knapp 15.000 Einwohnern (Volkszählung 2011).
Sarangarh befindet sich im Distrikt Raigarh. 14 km nördlich der Stadt strömt der Fluss Mahanadi in östlicher Richtung. Knapp 50 km nordöstlich liegt die Distrikthauptstadt Raigarh.
Sarangarh war Hauptstadt des gleichnamigen Fürstenstaates.